# 菊池梨沙
菊池 梨沙（きくち りさ、1995年（平成7年）6月3日 - ）は、日本のタレント、元グラビアアイドル。所属事務所はバグジーヒーローズクラブ。夫は元TOKIOの城島茂。

## 略歴
出身地は埼玉県草加市。母が日本人、父がバングラデシュ人のハーフ。弟がいる。
中学生の時にスカウトされて芸能界入りした。2014年、日本大学芸術学部文芸学科に入学。同年に行われた「ミス日芸コンテスト2014」にエントリーした。2018年、同校を卒業。
2017年4月にイメージビデオを発売し、7月に『ヤングキング』（少年画報社）で漫画誌のグラビアに初掲載された。
『週刊プレイボーイ』（集英社）2017年31号で、かねてから趣味としていた官能小説を自身のグラビアとともに発表した。
2019年9月28日未明、当時TOKIOのメンバーであった城島茂と結婚することを発表し、28日中に婚姻届を提出した。城島が出演する番組で菊池の妊娠を報告した。2020年2月中旬に第1子男児が誕生したことを同年3月4日に明らかにした。

## 人物
- 特技はトランポリン、マラソン。
- 年上の男性がタイプである[13][14]。
- TOKIOがCDデビューした翌年に誕生し、夫の城島は菊池の実母より年上である[15]。
- 元々は左利きであったが、右利きに矯正された（トランプを切るときのみ左利き）[16]。

## 作品

### イメージビデオ
- Catch me（2017年4月21日、竹書房）[14]

### 小説
- 蜜の味。〜支配と従属〜（集英社『週刊プレイボーイ』2017年31号掲載）

## 出演

### テレビ
- キングコングのあるコトないコト（2013年 - 2014年、メ〜テレ） - ウラドリガール7号
- Kisssssss!!（2014年7月8日（7日深夜）、TBS） - 仕掛け人

### 映画
- リスナー（2015年2月28日、東京藝術大学大学院映像研究科） - 第4話・サワコ 役[17]
- 教科書にないッ! 3（2017年6月10日、日本出版販売）
- 教科書にないッ! 4（2017年6月17日、日本出版販売）

### CM
- 東京Lily（2017年7月11日、東京Lily）[18] - 女子高生 役